# Dorothy Gulliver

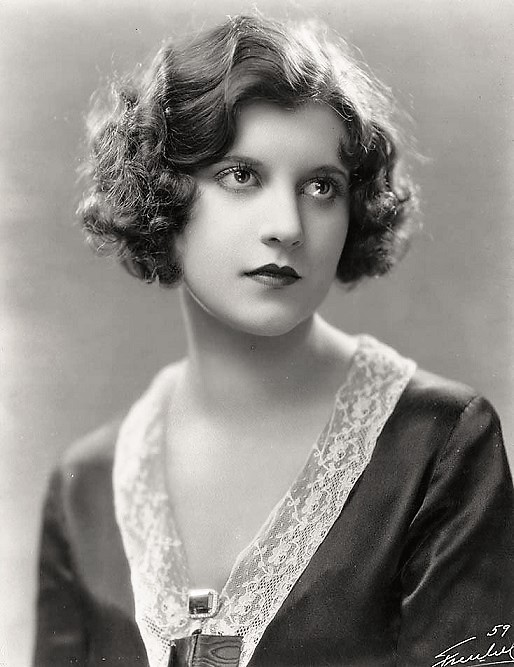
Dorothy Gulliver (1920er Jahre, Fotografie von Jack Freulich)

Dorothy Kathleen Gulliver (* 6. September 1908 in Salt Lake City, Utah; † 23. Mai 1997 in Valley Center, Kalifornien) war eine US-amerikanische Schauspielerin. Ihre 50 Jahre andauernde Karriere umfasst knapp 100 Auftritte in Filmen und Fernsehserien.

## Leben
Dorothy Gulliver wurde 1925 entdeckt, als sie den von der Tageszeitung Salk Lake Telegram veranstalteten Wettbewerb Telegram Film Contest gewann und als Preis einen sechsmonatigen Schauspielvertrag mit Universal Pictures erhielt. Sie begann ihre Schauspielkarriere 1926 im Stummfilm The Winking Idol. In den folgenden Jahren etablierte sich Gulliver als Nebendarstellerin in einer Vielzahl weiterer Stummfilmproduktionen. Anders als vielen anderen Schauspielern gelang ihr der erfolgreiche Übergang zum Tonfilm. So war sie in den 1930er Jahren unter anderem in mehreren Western und Serials zu sehen. 1933 spielte Gulliver eine nicht im Abspann genannte Statistenrolle als Theaterbesucherin in King Kong und die weiße Frau.
Obwohl Gulliver ab den 1940er Jahren überwiegend nur noch in kleinen Nebenrollen zu sehen war, blieb sie noch bis 1976 und somit genau 50 Jahre lang als Schauspielerin aktiv. Zudem war Gulliver ab den 1950er Jahren auch als Gastdarstellerin in Fernsehserien zu sehen. Einen letzten größeren Filmauftritt hatte sie 1968 als Florence im Drama Gesichter. Nach einem kleinen Auftritt in der starbesetzten Filmsatire Won Ton Ton – der Hund, der Hollywood rettete zog sich Gulliver von der Schauspielerei zurück.
Dorothy Gulliver war von 1926 bis zur Scheidung 1932 mit dem Regieassistenten und späteren Vater von Danny DeVito, Chester DeVito, verheiratet. In zweiter Ehe war sie von 1947 bis zu dessen Tod 1976 mit Jack Procter verheiratet. In den 1990er Jahren versuchte Danny DeVito, seine Stiefmutter zu einem Comeback als Schauspielerin für Rollen in Batmans Rückkehr und Mars Attacks! zu bewegen, was sie jedoch ablehnte. Gulliver starb am 23. Mai 1997 im Alter von 88 Jahren im kalifornischen Valley Center, wohin sie 1988 von Los Angeles gezogen war. Sie besitzt keine Grabstätte, ihr Leichnam wurde eingeäschert und an einem ungenannten Ort verstreut.

## Filmografie (Auswahl)
- 1926: The Winking Idol
- 1926: Strings of Steel
- 1927: The Rambling Ranger
- 1928: Good Morning, Judge
- 1928: Clearing the Trail
- 1929: Mexicali Rose
- 1930: Troopers Three
- 1931: The Phantom of the West

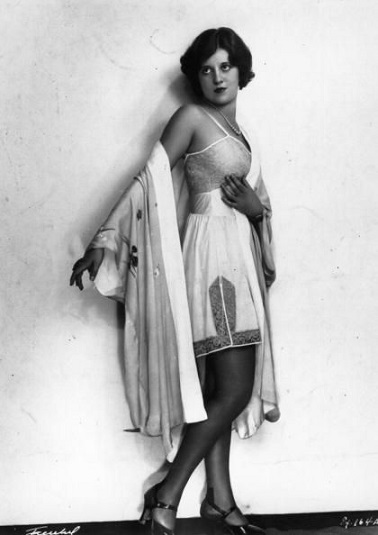
Dorothy Gulliver (um 1930, Fotografie von Jack Freulich)

- 1931: The Galloping Ghost (Serial)
- 1931: The Fighting Marshal
- 1932: The Shadow of the Eagle (Serial)
- 1932: The Last Frontier (Serial)
- 1933: King Kong und die weiße Frau (King Kong)
- 1934: Wir senden Sonne (Stand Up and Cheer!)
- 1936: Custer’s Last Stand (Serial)
- 1939: North of Shanghai
- 1939: Lone Star Pioneers
- 1941: Sprechstunde für Liebe (Appointment for Love)
- 1957: Official Detective (Fernsehserie, eine Folge)
- 1968: Gesichter (Faces)
- 1976: Won Ton Ton – der Hund, der Hollywood rettete (Won Ton Ton, the Dog Who Saved Hollywood)